# 900
900 (CM) var ett skottår som började en tisdag i den julianska kalendern.

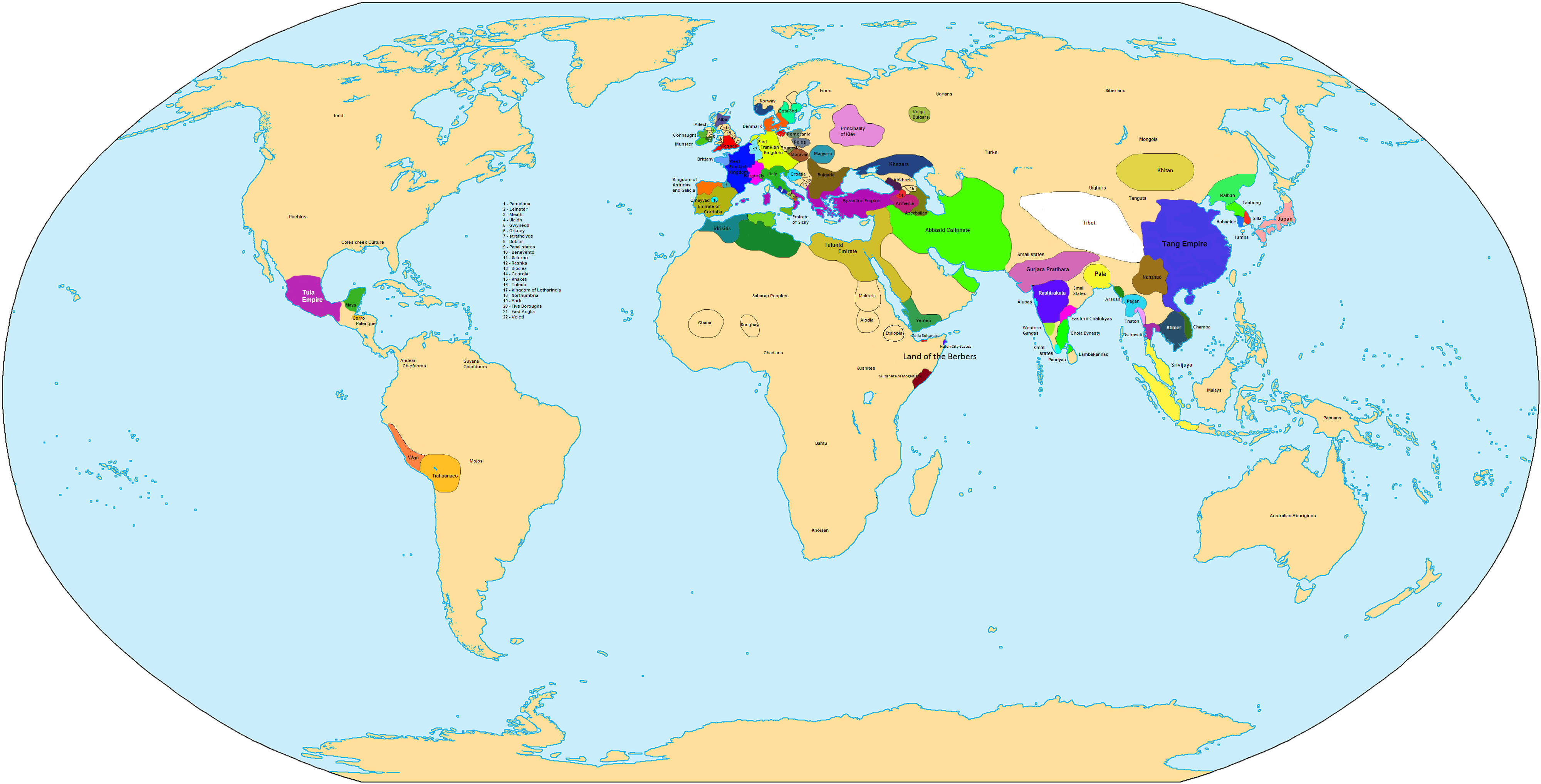
Världen år 900.
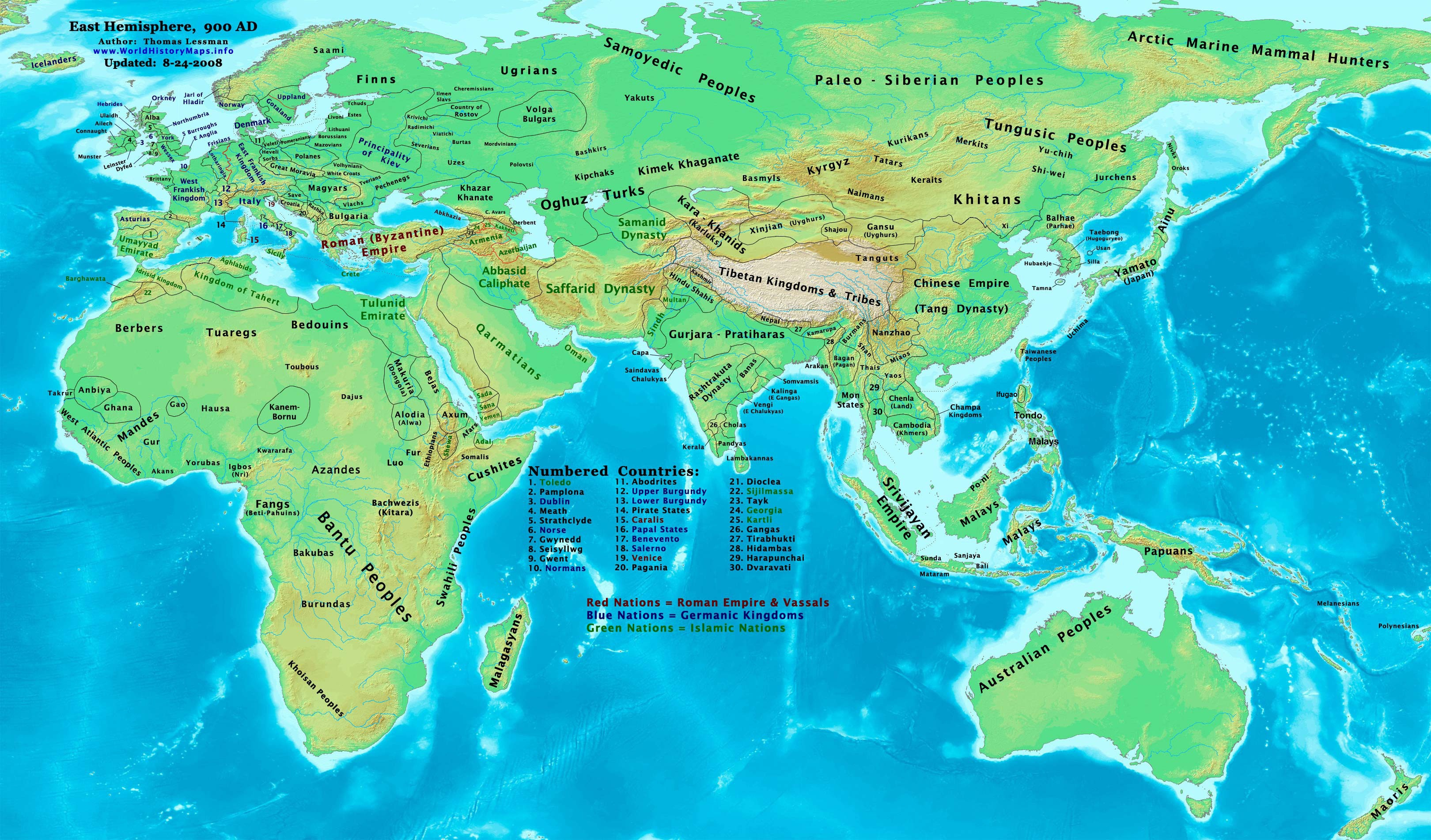
Gamla världen år 900.
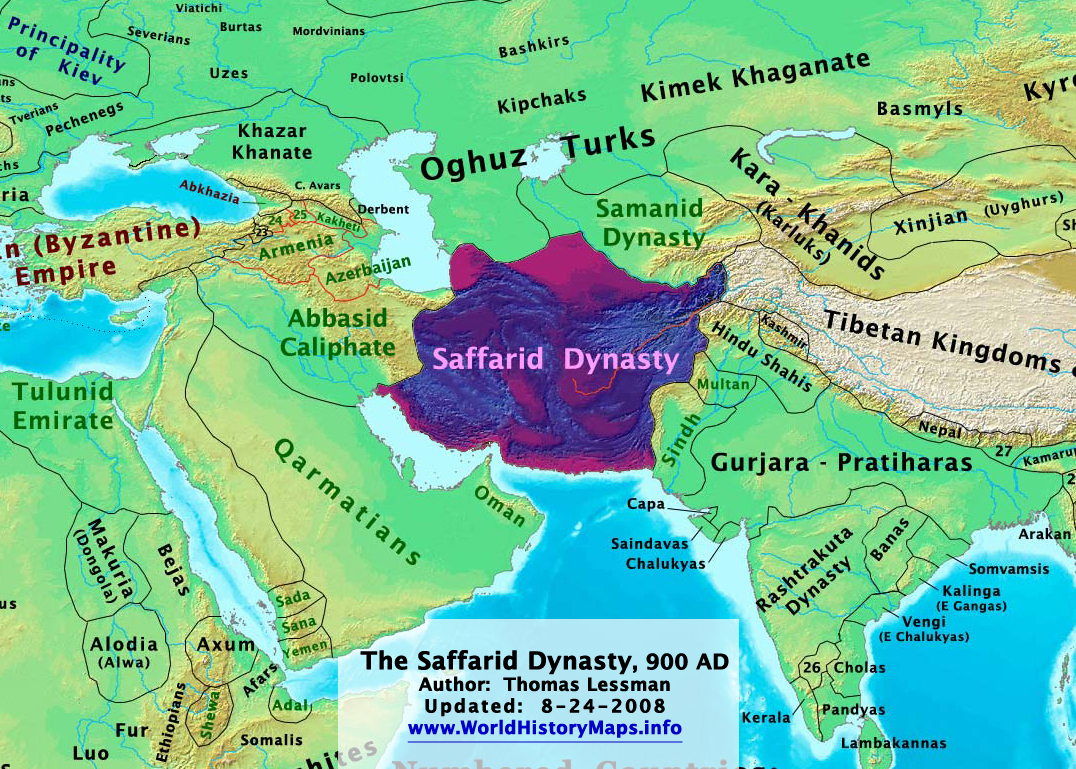
Saffaridernas rike år 900.

## Händelser

### Februari
- 1 februari – Sedan Johannes IX har avlidit i januari väljs Benedictus IV till påve.

### Okänt datum
- Sveahövdingen Olof erövrar den danska handelsstaden Hedeby.
- Gokstadsskeppet tillverkas (omkring detta år).
- Vid Donald II:s död efterträds han som kung av Skottland av sin kusin Konstantin II.
- Bhagavata Purana skrivs i Indien.

## Födda
- Egil Skallagrimsson, isländsk viking.
- Berthold av Bayern, tysk adelsman.

## Avlidna
- Januari – Johannes IX, påve sedan 898.
- 13 augusti – Zwentibold, kung av Lothringen sedan 895.
- Donald II, kung av Skottland sedan 889.
- Engelberga (tysk-romersk kejsarinna)
- Ono no Komachi, japans poet.